# 死亡蛇
死亡蛇（學名：Acanthophis antarcticus），也译作南棘蛇，是死亡蛇屬的生物。死亡蛇是澳洲本土的特有種，是世界上攻擊速度最快的毒蛇，也是在眾多蛇類之中毒性最強的蛇種之一。與同屬死亡蛇屬的其他鄰種相比，死亡蛇相對較為常見，而且目前未有生態滅絕上的威脅。

## 形態
死亡蛇的頭部扁平，呈三角形，身體粗胖，全長大約有70至100厘米。普遍的死亡蛇都呈淺啡色，身上有很多深褐或者黑色的斑紋縱橫交錯。牠們的毒牙是澳洲當地所有毒蛇之中最長的。

## 分佈
死亡蛇主要分布於澳洲東部及南部海岸地帶，泛指昆士蘭州、新南威爾士、維多利亞州及南澳大利亞一帶。在北領地、西澳與及南澳的西部附近，也可以找到死亡蛇的蹤影。

## 習性及毒性
一般死亡蛇都聚居於澳洲東岸的森林、草原與及石楠草原等地方。死亡蛇是偽裝高手，憑著牠幼條式的斑紋，牠可以隱藏於草地及寬葉之間不被察覺。
死亡蛇的毒性以LD50的標準而言每公斤有0.07毫克，強度在世界眾多毒蛇品種名列前茅。

## 飲食及繁殖
死亡蛇主要進食小型的哺乳類動物及鳥類。不過死亡蛇的捕獵方式與其他蛇類不同，風格比較消極，牠們會躺在某個地方靜待牠們的獵物出現（很多時候可能會等上數日）。牠們以樹葉覆蓋身體藉以隱藏自己，蜷曲地把外型長得像食物一樣的尾巴放在自己頭部旁邊作為誘餌，靜靜地埋伏著。當獵物靠近時，死亡蛇迅即行動，向對方猛噬並將牙出毒液注入對方身體，只要等待獵物毒發身亡後，死亡蛇便會把獵物吃下。這一種埋伏式獵食策略相當難以防範，而且很多時都會令人類誤觸陷阱（因為察覺不到死亡蛇的潛藏而向其接觸），是澳洲人類在野外活動中的一大威脅。
另外，在繁殖方面，死亡蛇亦與一般眼鏡蛇類大相徑庭。死亡蛇是卵胎生動物（更接近蝮蛇類），每年在季夏之時，雌性的死亡蛇都會生產大約十至二十條幼蛇。目前死亡蛇最高的生產紀錄，一胎可以生三十條幼蛇。